# Otkrivanje poremećaja rasta
Otkrivanje poremećaja rasta zasniva se na metodi redovnog merenja telesne visine (dužine), registrovanje izmerenih podataka u zdravstveni karton deteta i njihovo poređenje sa referentnim vrednostima visina dece istog uzrasta i pola. Praćenje i procena telesnog rasta i razvoja obuhvata i merenje obima glave i obima grudnog koša (do navršene 2 godine). Kako bi se pravovremeno dijagnostikaovao patološki nizak rast deteta ili adolescenata, osim na redovnim sistematskim pregledima, telesna visina i telesna masa treba da se mere i češće, najbolje jedanput godišnje, posled druge godine od rođenja.

## Definicija poremećaja rasta
Kako u medicinskoj praksi ne postoji jasna granica između normalne i niske telesne visine poremečaj rasta se često definiše kao nizak rast, koji se zasniva   na arbitrarno utvrđenim kriterijumima. Po toj definiciji nizak rast označava telesna visina koja je ispod 3. percentila (ili je ispod proseka više od 2 standardne devijacije) u odnosu na telesnu visinu zdrave dece istog uzrasta i pola.

## Indikacije za ispitivanje poremećaja rasta
U indikacije za otkrivanja uzroka poremećaja rasta spadaju:
- Telesna visina manja od – 2 SD (ispod 3. percentila) za uzrast i pol
- Niska brzina rasta izmerena u periodu od najmanje šest meseci bez obzira na telesnu visinu
- Telesna visina manja od 25. percentila kada istovremeno postoji odstupanje od ciljne visine (genetskog potencijala) za više od 5 santimetara
- Deca rođena s malom telesnom masom i/ili dužinom (prevremeno rođena deca ili deca sa prenatalnim zastojem u rastenju) koja posle dve godine ne dostignu normalnu, odnosno telesnu visinu u skladu sa visinom roditelja
- Deca u pubertetu koja ne pokazuju očekivani pubertetski skok rasta.

## Postupak praćenja telesnog rasta
Praćenje i procena telesnog rasta i razvoja kod dece i adolescenata obuhvata:
Kod dece do navršene 2 godine
- merenje telesne visine u lečećem položaju (odnosno dužina)
- merenje obima glave
- merenje obima grudnog koša.[4]

Kod dece nakon završene 2 godine i adolescenata
- meenje telesne visine u stojećem položaju
- procenu rasporeda i razvijenosti potkožnog masnog tkiva (po potrebi merenje debljine kožnog nabora),
- procenu mlečne i stalne denticije,
- procenu polnog sazrevanja,
- procenu telesnih proporcija  kod dece niskog rasta.[5]

### Merenje telesne visine
Telesna visina se meri savitljivim santimetrom u ležećem poloćaju kod dece do 2 godine a kod starije dece i adolescenata visinometrom (stadiometrom) u stojećem položaju. 
Dete se meri bez obuće, pete su sastavljene, a stopala radi udobnijeg stajanja treba da čine ugao od oko 45°; potiljak, ramena, gluteusi i pete treba da dodiruju vertikalnu površinu visinometra. Glava treba uvek da stoji u istom položaju tako da zamišljena linija koja spaja ivicu donjeg očnog kapka i
otvora spoljnog ušnog kanala bude vodoravna. Preporuka je da se visina uvek meri ujutro. Time se izbegavaju eventualne razlike koje nastaju u toku dana nakon stajanja.  
Prihvatljive vrednosti merenja i greške u merenju
Prihvatljiv stepen tačnosti pri merenju dece iz opšte populacije je zaokruživanje telesne visine na 0,5 cm. Međutim ako se sumnja da dete pokazuje poremećaj rasta, potrebno je da se obezbedi tačnost merenja koja nesme da odsupa od 0,1 cm. 
Kao realna vrednost merenja telesne visine uzima se srednja vrednost od tri uzastopna merenja.
Kako prilikom merenja telesne visine, preciznosti stadiometra i neuvežbane osobe mogu da naprave grešku veću od dva santimetra, sabiranje dve ovakve greške daje potpuno pogrešnu sliku o brzini rasta deteta. Da bi se ovo izbeglo, preporuke je da se u radu koriste provereni i za tu namenu sertifikovani stadiometri i da u jednom centru jedna ili dve osobe, pravilno edukovaneu antropometrijskim tehnikama, siključivo mere svu decu.

### Poređenje izmerene telesne visine sa zdravom decom
Poređenje izmerene telesne visine sa referentnim (standardnim) vrednostima zdrave dece istog uzrasta i pola i etničkog porekla. Za ova upoređivawa koriste se  grafikoni rasta na kojima su odstupanja telesnih visina od proseka (medijane) izražena kao skor standardnih devijacija (z-skor) ili u obliku percentilnih vrednosti. Vrednost 50. percentila se poklapa s aritmetičkom sredinom (medijanom), a vrednost 3, odnosno 97. percentila se približno poklapa s odstupanjem od 2 standardne devijacije ispod ili iznad proseka za odgovarajući uzrast i pol.6 
Grafikoni rasta se koriste tako što se izmerena visina (cm) unese tačno na mesto gde ona preseca vertikalnu liniju koja odgovara hronološkom uzrastu deteta, čime se dobija dobar uvid u veličinu odstupanja od proseka ili donje, odnosno gornje granice normale.
 Veličina odstupanja od normale najbolje se procenjuje kada se izmerena telesna visina izrazi u obliku „skora standardnih devijacija” (SSD), po ovom obrascu:
SSD  za  telesnu visinu = Telesna visina (cm) - Telesna visina P50 (cm)/SD
U kojoj je:
SSD — skor standardnih devijacija
SD  — standardnih devijacija (čita se iz odgovarajućih tablica)
P50 — medijana ili prosečna telesna visina (čita se iz odgovarajućih tablica)
Gornje, odnosno donje granice normale izmerenih telesnih visina
izraženih kao percentil, odnosno skor standardnih devijacija (z-skor)
| Telesna visina         | Percentil | Skor standardnih devijacija (SSD) | z-skor |
| ---------------------- | --------- | --------------------------------- | ------ |
| Gornja granica normale | 97%       | + 2 SD                            | + 2    |
| Prosek (medijana)      | 50%       | 0                                 | 0      |
| Donja granica normale  | 3%        | - 2 SD                            | - 2    |

Napomena: Telesne visine koje se nalaze u rasponu od -2 SD do +2SD, odnosno u rasponu između 3. i 97. percentila smatraju se normalnim.
 Prosečne telesne visine (P50) i vrednosti standardnih devijacija (SD) za decu oba pola uzrasta 2 – 18 godina
| Uzrast (godine) | Dečaci Visina P50 (cm) | Dečaci SD | Devojčice Visina P50 (cm) | Devojčice SD |
| --------------- | ---------------------- | --------- | ------------------------- | ------------ |
| 2,0             | 86,80                  | 2,61      | 86,80                     | 3,16         |
| 2,5             | 90,40                  | 2,43      | 90,00                     | 3,28         |
| 3,0             | 94,90                  | 3,59      | 94,10                     | 3,53         |
| 3,5             | 99,10                  | 4,01      | 97,90                     | 3,77         |
| 4,0             | 102,90                 | 4,32      | 101,60                    | 4,01         |
| 4,5             | 106,60                 | 4,68      | 105,00                    | 4,19         |
| 5,0             | 109,90                 | 4,80      | 108,40                    | 4,44         |
| 5,5             | 113,10                 | 4,98      | 111,60                    | 4,68         |
| 6,0             | 116,10                 | 5,11      | 114,60                    | 4,86         |
| 6,5             | 119,00                 | 5,23      | 117,60                    | 5,11         |
| 7,0             | 121,70                 | 5,29      | 120,60                    | 5,35         |
| 7,5             | 124,40                 | 5,35      | 123,50                    | 5,53         |
| 8,0             | 127,00                 | 5,41      | 126,40                    | 5,78         |
| 8,5             | 129,60                 | 5,53      | 129,30                    | 5,96         |
| 9,0             | 132,20                 | 5,65      | 132,20                    | 6,14         |
| 9,5             | 134,80                 | 5,78      | 135,20                    | 6,32         |
| 10,0            | 137,50                 | 5,96      | 138,30                    | 6,57         |
| 10,5            | 140,30                 | 6,20      | 141,50                    | 6,75         |
| 11,0            | 143,30                 | 6,50      | 144,80                    | 6,87         |
| 11,5            | 146,40                 | 6,93      | 148,20                    | 7,05         |
| 12,0            | 149,70                 | 7,36      | 151,50                    | 7,11         |
| 12,5            | 153,00                 | 7,78      | 154,60                    | 7,23         |
| 13,0            | 156,90                 | 8,27      | 157,10                    | 7,23         |
| 13,5            | 159,90                 | 8,63      | 159,00                    | 7,17         |
| 14,0            | 163,10                 | 8,69      | 160,40                    | 7,11         |
| 14,5            | 166,20                 | 8,63      | 161,20                    | 6,99         |
| 15,0            | 169,00                 | 9,39      | 161,80                    | 6,87         |
| 15,5            | 171,50                 | 8,02      | 162,10                    | 6,69         |
| 16,0            | 173,50                 | 7,54      | 162,40                    | 6,57         |
| 16,5            | 175,20                 | 7,17      | 162,70                    | 6,38         |
| 17,0            | 176,20                 | 6,87      | 163,10                    | 6,32         |
| 17,5            | 176,70                 | 6,75      | 163,40                    | 6,20         |
| 18,0            | 176,80                 | 6,75      | 163,70                    | 6,14         |

 Prosečne telesne visine (P50) i vrednosti standardnih devijacija (SD) za decu oba pola uzrasta 2 – 18 godina.
| Uzrast (godine) | Dečaci Brzina rasta P50 (cm) | Dečaci SD | Devojčice Brzina rasta P50 (cm) | Devojčice SD |
| --------------- | ---------------------------- | --------- | ------------------------------- | ------------ |
| 2,5             | 9,31                         | 1,31      | 9,55                            | 1,23         |
| 3,0             | 8,46                         | 1,29      | 8,51                            | 1,09         |
| 4,0             | 7,08                         | 1,05      | 7,11                            | 0,98         |
| 5,0             | 6,32                         | 0,86      | 6,42                            | 0,96         |
| 6,0             | 6,20                         | 0,70      | 6,09                            | 0,86         |
| 7,0             | 6,10                         | 0,70      | 6,00                            | 0,80         |
| 8,0             | 5,70                         | 0,80      | 5,60                            | 0,80         |
| 9,0             | 5,30                         | 0,70      | 5,10                            | 0,80         |
| 10,0            | 4,90                         | 0,70      | 4,90                            | 0,70         |
| 11,0            | 4,50                         | 0,70      | 5,90                            | 0,70         |
| 12,0            | 4,70                         | 0,60      | 7,10                            | 1,00         |
| 13,0            | 7,00                         | 0,70      | 6,00                            | 0,80         |
| 14,0            | 9,00                         | 1,00      | 3,20                            | 0,80         |
| 15,0            | 6,10                         | 0,70      | 1,30                            | 0,70         |
| 16,0            | 2,50                         | 0,70      | 0,60                            | 0,60         |

## Spoljašnje veze
|  | Molimo Vas, obratite pažnju na važno upozorenje u vezi sa temama iz oblasti medicine (zdravlja). |